# Тихонова Ніна Олександрівна (ланкова)
Ніна Олександрівна Тихонова (27 серпня 1919, село Новий Некоуз Мологського повіту Ярославської губернія, тепер Некоузького району Ярославської області, Російська Федерація — 1 грудня 1998, місто Алушта, Автономна Республіка Крим) — українська радянська діячка, ланкова радгоспу «Малоріченський» Кримської області, новатор сільськогосподарського виробництва. Герой Соціалістичної Праці (26.02.1958). Член Ревізійної комісії КПУ в 1960—1966 роках.

## Біографія
Народилася в селянській родині. Закінчила школу фабрично-заводського учнівства, здобула спеціальність текстильниці.
У 1945—1947 роках — апаратниця Волзької прядильноткацької фабрики імені Рози Люксембург село Новий Некоуз Ярославської області.
У 1947 році була переселена до Кримської області РРФСР в село Сонячногірське біля міста Алушти.
З 1947 року — ланкова, бригадир виноградарської бригади колгоспу імені Леніна (з 1957 року — Сонячногірського відділення винрадгоспу «Малоріченський» об'єднання «Масандра») Алуштинського району Кримської області. Пропрацювала у радгоспі понад 25 років.
Член КПРС з 1956 року.
З 1974 року — на пенсії в місті Алушті Кримської області.
Померла 1 грудня 1998 року. Похована на цвинтарі села Сонячногірське біля міста Алушти.

## Нагороди
- Герой Соціалістичної Праці (26.02.1958)
- орден Леніна (26.02.1958)
- медаль «За доблесну працю у Великій Вітчизняній війні 1941—1945 рр.»
- медаль «За доблесну працю. В ознаменування 100-річчя з дня народження Володимира Ілліча Леніна»